# Centro sportivo Davide Astori
Il centro sportivo "Davide Astori" è un centro sportivo di Firenze di proprietà comunale.
La struttura ha ospitato, dagli inizi degli anni 1970 al 2023, gli allenamenti della prima squadra maschile della ACF Fiorentina. In precedenza, dalla sua realizzazione avvenuta nel 1967, il centro aveva ospitato allenamenti e incontri ufficiali di gran parte del settore giovanile viola.
Il centro d'allenamento si trova in piazzale Campioni del '56, nel Quartiere 2 - Campo di Marte, a poca distanza dallo stadio Artemio Franchi, quest'ultimo sede degli incontri casalinghi della società viola.

## Storia
Il centro sportivo venne realizzato dal Comune di Firenze, tra il 1966 e il 1967, quale impianto d'allenamento e sede di incontri delle giovanili della Fiorentina, mentre la prima squadra continuava ad allenarsi al Campo militare. Inizialmente dotato di un solo campo da calcio, venne in seguito realizzato un secondo terreno di gioco per far sì che tutte le giovanili viola si allenassero in questa sede, poiché alcune formazioni utilizzavano l'Impianto sportivo Padovani o lo stadio della società US Affrico. La domenica nel centro sportivo alcune formazioni giovanili disputavano anche incontri ufficiali.
Agli inizi degli anni 1970, i "Campini" divennero invece la sede d'allenamento della prima squadra, che abbandonò il Campo militare, a seguito dell'adeguamento dei due campi di gioco e la realizzazione di una tribunetta nel mezzo, utilizzata dai tecnici.
Già da metà del primo decennio degli anni duemila si paventava la necessità di un ammodernamento dei "Campini", inadeguato per la Fiorentina, che era una delle società di vertice del calcio italiano.
Dopo vari progetti presentati per la ristrutturazione dell'impianto da parte della società viola e respinti dall'amministrazione comunale poiché impattanti nel contesto nel quale ricadevano, il 5 ottobre 2009 la giunta approvò un nuovo progetto presentato dalla Fiorentina per la riqualificazione architettonica e funzionale dei "Campini". Il progetto esecutivo venne approvato invece il 7 maggio 2010 ed i lavori durarono un anno e mezzo (con costi sostenuti dalla società viola e la squadra che dovette trasferirsi per gli allenamenti nel Centro Tecnico Federale Luigi Ridolfi di Coverciano), con l'inaugurazione della struttura nel settembre 2011.
Il 29 giugno 2012 il Comune di Firenze e l'ACF Fiorentina comunicarono che la convenzione stipulata nel gennaio 2010 per l'utilizzo esclusivo della struttura, da parte della prima squadra viola, sarebbe durata fino al 30 giugno 2022.
Nel marzo del 2018, a pochi giorni dalla scomparsa del calciatore della Fiorentina Davide Astori, il Comune di Firenze deliberò l'intitolazione del centro sportivo alla memoria del giocatore.
Allo scadere della convenzione decennale, nel 2022, la stessa venne prorogata di un solo anno, con scadenza al 30 giugno 2023 in quanto la società viola stava realizzando nel comune di Bagno a Ripoli il Viola Park, nuovo centro sportivo di proprietà della società. Il 6 giugno 2023 la prima squadra maschile viola sostenne nel centro sportivo Astori il suo ultimo allenamento, poiché alla ripresa dell'attività agonistica nella successiva stagione 2023-2024 si sarebbe ritrovata ad allenarsi nel nascente Viola Park. Ad inizio della nuova stagione, nonostante la squadra non si allenasse più al centro sportivo Astori ma nel nuovo Viola Park, la società viola chiese ed ottenne comunque una proroga della convenzione con il comune fino al 31 ottobre 2023.

## Struttura

### Area sportiva
L'area sportiva del centro comprende:
- una piastra, con manto in erba naturale, nella quale sono disegnati:
  - un campo da calcio regolamentare (dimensioni 105 × 68 m);
  - due aree di rigore;
- un edificio, all'interno del quale si trovano:
  - una palestra;
  - una piscina.

### Area direzionale
L'area direzionale del centro è composta da:
- un edificio, all'interno del quale si trovano:
  - un ristorante;
  - uffici;
  - delle stanze video;
- due parcheggi auto (rispettivamente da 54 e 22 posti.